# Słupia (powiat konecki)
Słupia (potocznie Słupia Konecka) – wieś w Polsce, położona w województwie świętokrzyskim, w powiecie koneckim, w gminie Słupia Konecka.
| SIMC    | Nazwa     | Rodzaj     |
| ------- | --------- | ---------- |
| 0269825 | Bukowie   | przysiółek |
| 0269831 | Gabrielów | przysiółek |
| 0269819 | Podwole   | część wsi  |

Miejscowość jest siedzibą gminy Słupia Konecka. Do 1954 roku siedziba gminy Pijanów.
W latach 1975–1998 miejscowość administracyjnie należała do województwa kieleckiego.
Wierni Kościoła rzymskokatolickiego należą do parafii św. Michała Archanioła w Pilczycy.